# Rabbula
Rabbula, o Rabbulas (Qinnasrin, 350 circa – Edessa, 8 agosto 436), è stato un arcivescovo e scrittore siro, vescovo di Edessa di Osroene dal 412 alla morte.

## Biografia
Rabbula nacque, in data sconosciuta, a Qinnasrin (o Chalcis), città nelle vicinanze di Aleppo e sede episcopale. Era figlio di padre sacerdote pagano e di madre fervente cristiana; rimase pagano fino al matrimonio. Si avvicinò al cristianesimo in seguito a colloqui con Eusebio, vescovo di Qinnasrin, e con Acacio, vescovo di Aleppo. Si diceva che alla decisione di chiedere il battesimo avesse contribuito anche un evento allora ritenuto miracoloso.
Subito dopo la sua conversione al cristianesimo si diede all'osservanza dei "consigli evangelici", praticando una rigida ascesi: vendette tutti i suoi averi distribuendoli ai poveri, si separò dalla consenziente moglie e visse prima come monaco e poi come eremita in zone desertiche. Alla morte di Diogene, vescovo di Edessa (411), accettò di divenire il suo successore.
In questo ministero egli si distinse per la vita morigerata e ascetica, per la frequenza con cui effettuò la visita pastorale alle quasi 200 comunità cristiane della sua diocesi, per le iniziative di assistenza a poveri e bisognosi, per l'energia con cui fece rifiorire tra il clero e i monaci affidati alla sua cura la disciplina e l'osservanza dei canoni conciliari, e soprattutto per lo zelo con cui si impegnò a far scomparire le tracce, sempre più avvolgenti, di nestorianesimo e altre dottrine giudicate eretiche.

## Opere
L'eredità letteraria di Rabbula è piuttosto scarsa ed è conosciuta più di riflesso, per citazioni e menzioni. La sua importanza, per lo storico della letteratura siriaca, sta forse più nella sua azione, accompagnata da occasionali scritti, per far sostituire il Diatessaron (compendio dei quattro vangeli) con i quattro vangeli canonici, che egli si prodigò di tradurre nella lingua siriaca: di questi doveva essere esposta una copia in ciascuna chiesa della sua diocesi, mentre doveva essere tolto il Diatessaron. Come in questa traduzione, così in altre che completavano il Nuovo Testamento, profittò della competenza dei cultori della Peshitta. Dei Vangeli Rabbula in lingua siriaca si trova una copia manoscritta nel British Museum (Overbeck, p. 172), e se ne trova una copia, miniaturizzata, anche nella Biblioteca Medicea Laurenziana di Firenze.

## Dottrina
Nella prima parte della sua vita, Rabbula aderì alla predicazione di Teodoro di Mopsuestia, sostenitore della doppia natura (umana e divina) in Gesù Cristo: tale teoria sfociò nella visione cristologica detta nestorianesimo.

Successivamente Rabbula si persuase sempre più che la vera Cristologia era quella sostenuta dalla scuola di Alessandria e dal suo vescovo Cirillo; per questo cominciò a differenziarsi dall'amico d'un tempo, Teodoro di Mopsuestia, che aderiva alla cristologia di Nestorio. Egli cominciò a corrispondere con Cirillo, di cui divenne amico e sostenitore nelle controversie cristologiche; si dedicò inoltre alla traduzione in lingua siriaca del De recta fide (un insieme di elementi della cristologia) di Cirillo.
Al Concilio ecumenico di Efeso (431), Rabbula parteggiò per Cirillo e approvò la condanna delle dottrine di Nestorio; così pure quando si trattò sulla convenienza di onorare la Vergine Maria con il titolo di Theotókos ("Madre di Dio", in greco: Θεοτόκος).

## Critiche
Lo zelo di Rabbula fu frustrato poiché il suo successore, Abas di Edessa, scelse proprio la via dottrinale di Nestorio. Inoltre fu in seguito criticato, se non addirittura sospettato, di eccessi poco rispettosi della dignità dell'uomo. A conferma di ciò si richiama una circostanza, sebbene a sua volta sospettata di insinuazione furbesca, che riguarda la sua vita: si racconta che egli e l'amico Eusebio, futuro vescovo di Tella, andassero ad annunciare il vangelo tra le tribù pagane, ardentemente attaccate alla propria religione, del territorio di Baalbek (Heliopolis), allo scopo di trovarvi il martirio.